# Maria Böhmer
Pour les articles homonymes, voir Böhmer.
Maria Böhmer, née le 23 avril 1950 à Mayence, est une femme politique allemande, membre de l'Union chrétienne-démocrate d'Allemagne (CDU).

## Formation et carrière
Après avoir passé son Abitur, elle suit, de 1968 à 1971, des études supérieures de mathématiques, sciences physiques, politiques et pédagogie à l'université Johannes Gutenberg de Mayence. Elle y obtient un doctorat en lettres trois ans plus tard, puis une habilitation à diriger des recherches en pédagogie en 1982.
Chercheuse invitée à l'université de Cambridge et à l'université d'Augsbourg, elle est nommée cette même année commissaire régionale pour les Femmes de Rhénanie-Palatinat, un poste qu'elle occupe jusqu'en 1990. Onze ans plus tard, elle devient professeur de pédagogie à l'école de pédagogie d'Heidelberg.

## Activité politique

### Parcours militant
Elle adhère à la CDU en 1985 et est choisie en 1991 comme vice-présidente de la commission du programme politique. Elle fait son entrée au comité directeur fédéral en 1994, étant élue sept ans plus tard présidente fédérale de la Frauen Union (FU), en remplacement de Rita Süssmuth. Deux mois plus tard, elle prend également la tête de la FU dans le Land de Rhénanie-Palatinat.

### Vie institutionnelle
Elle est élue députée fédérale de Rhénanie-Palatinat au Bundestag aux élections de 1990 et devient en 2000 vice-présidente du groupe des Unions CDU/CSU. Le 22 novembre 2005, Maria Böhmer est nommée déléguée du gouvernement fédéral allemand pour les Migrations, les Réfugiés et l'Intégration, avec rang de ministre d'État auprès de la chancelière fédérale, Angela Merkel.
Elle est remplacée par la sociale-démocrate Aydan Özoğuz le 17 décembre 2013 et devient ministre d'État à l'office des Affaires étrangères.